# Montperreux
 Montperreux  es una comuna y población de Francia, en la región de Franco Condado, departamento de Doubs, en distrito y cantón de Pontarlier.
Su población en el censo de 1999 era de 605 habitantes.
Está integrada en la Communauté de communes du Mont-d'Or et des Deux Lacs .

## Demografía
| 192 | 201 | 215 | 251 | 422 | 605 |
| Para los censos de 1962 a 1999 la población legal corresponde a la población sin duplicidades (Fuente: INSEE [Consultar]) |     |     |     |     |     |